# 池田真徳稲荷神社
池田真徳稲荷神社（いけだしんとくいなりじんじゃ）は、岐阜県多治見市月見町にある神社。
池田城があったと思われる跡地に池田真徳稲荷神社が移築、その一帯を城跡という。五輪塔が7基、その周辺に土塁・曲輪が散見出来る。

## 概要
稲荷神社はその昔、池田町3丁目に位置していたがJR中央線の敷設により、稲荷山の武家屋敷跡に移転。移転する際、改めて京都伏見の稲荷神社から分祀をし「正1位池田真徳稲荷神社」として遷座（明治31年5月）。
祭神は宇迦之魂神で稲そのものを神格化した神であったが空海（弘法大姉）がかかわりを持つようになり、農耕神より狐を神使とし、稲荷神社として広い信仰を集めた。

## 所在地
- 岐阜県多治見市月見町2丁目

## アクセス

### 公共交通機関
- JR多治見駅南口から徒歩約23分

## ギャラリー

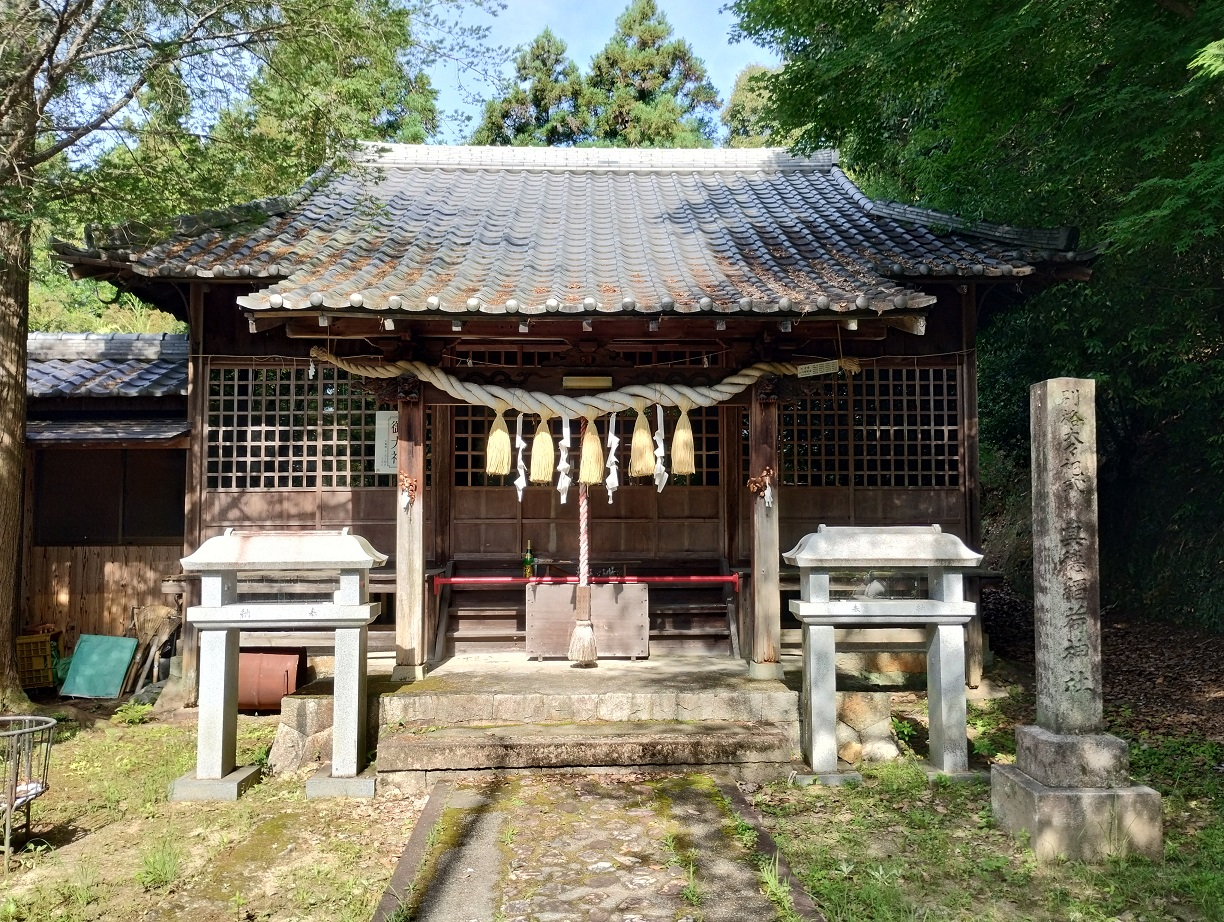
池田真徳稲荷神社
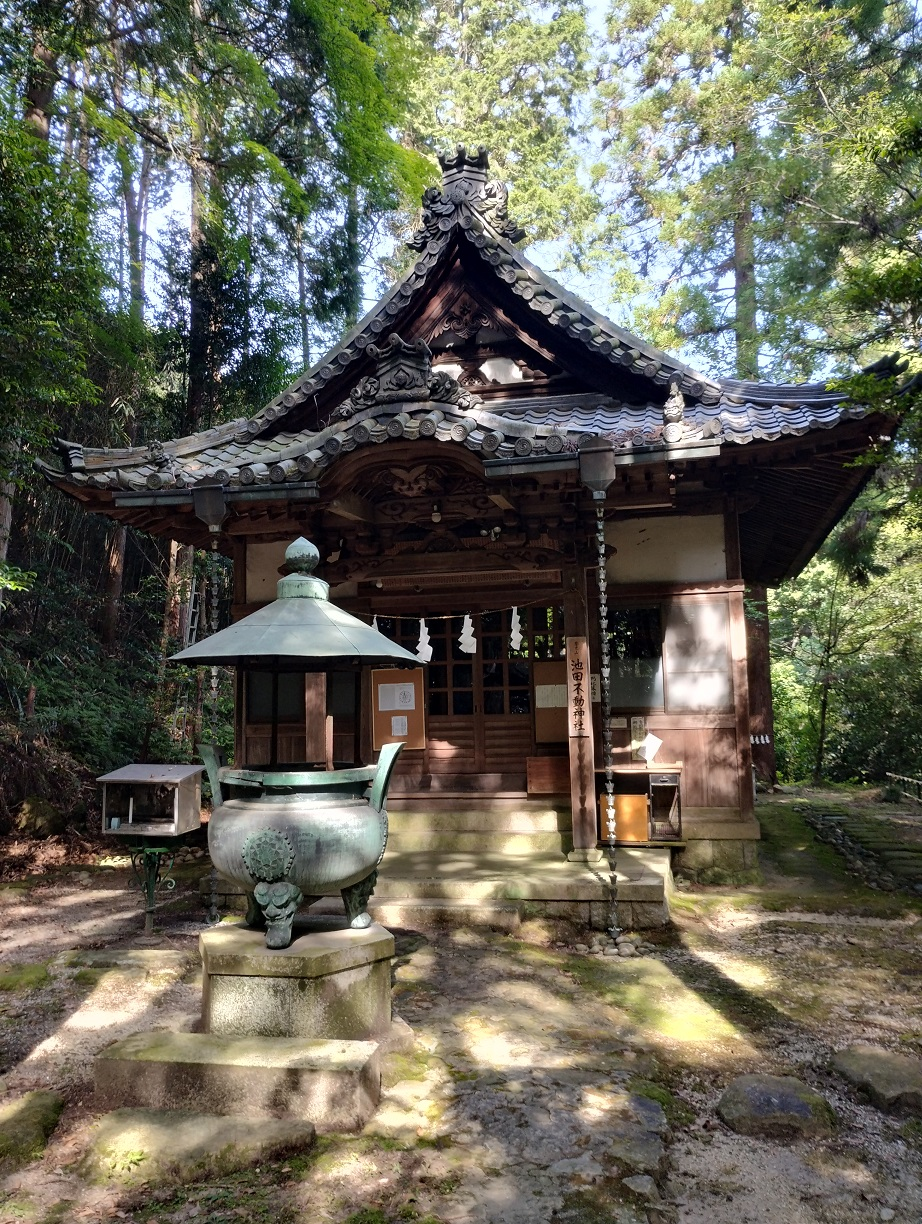
池田不動神社
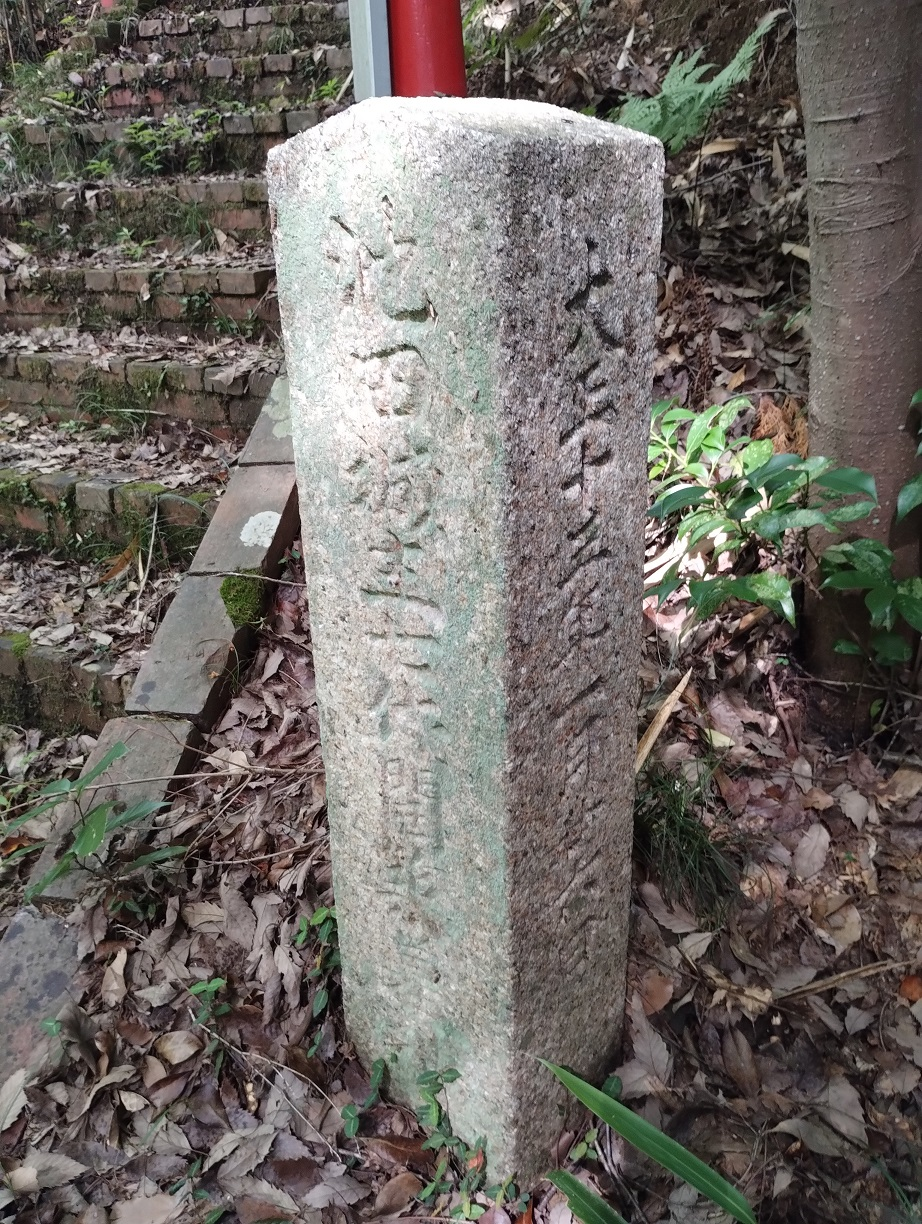
池田城主七代の墓１
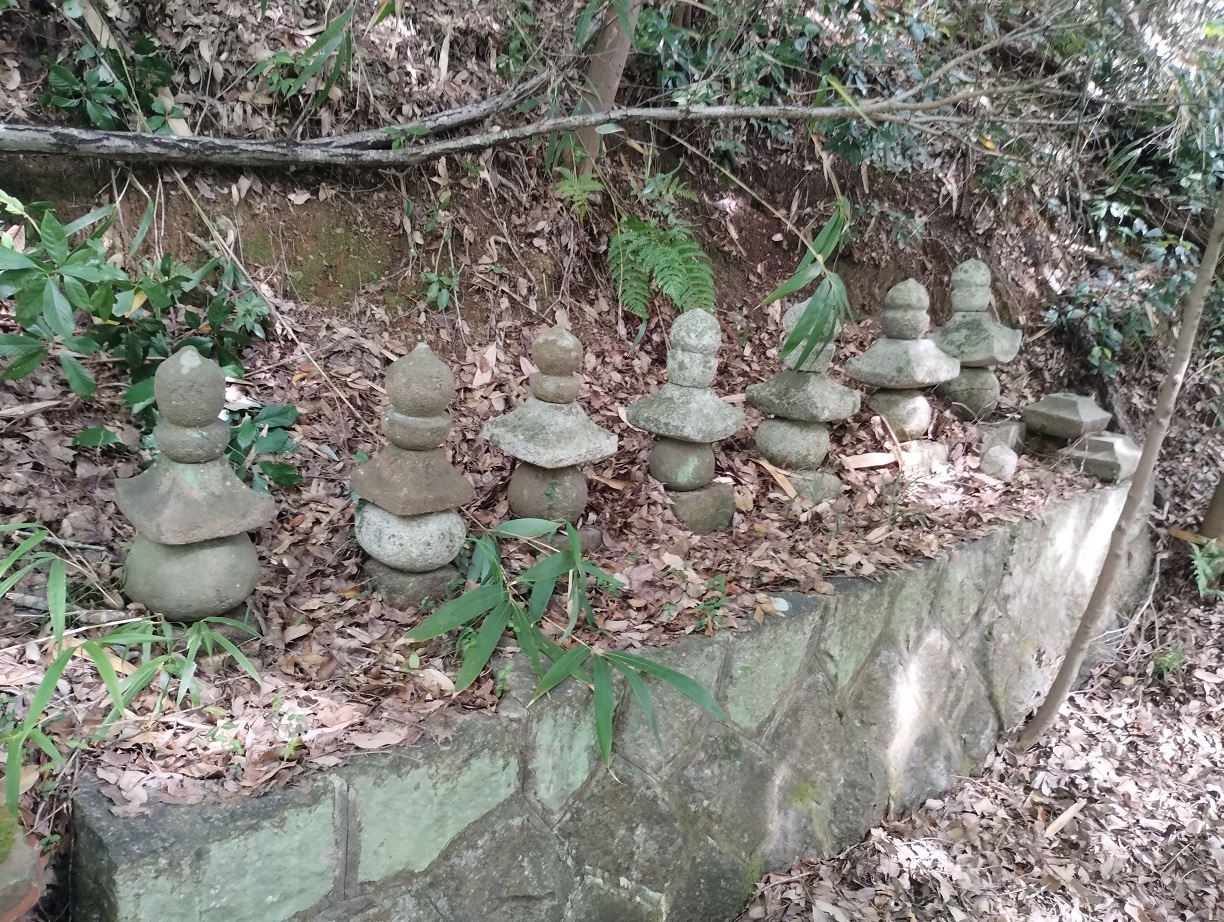
池田城主七代の墓２